# Massacre de São Patrício
O Massacre de São Patrício foi um evento que ocorreu em 4 de julho de 1976, durante a Ditadura Militar Argentina, no qual foram assassinados três padres e dois seminaristas palotinos na casa paroquial em que residiam no bairro de Belgrano em Buenos Aires. Na ocasião, foram assassinados os padres Alfredo Leaden, Pedro Dufau e Alfredo José Kelly e os seminaristas Salvador Barbeito Doval e Emílio José Barletti.

## História
Os religiosos assassinados eram identificados com o processo de reformas na Igreja Católica, impulsionado pelo Concílio Vaticano II e pela Conferência de Medellín.
Uma semana antes no massacre, os religiosos debateram qual a posição que deveriam adotar diante da ditadura militar argentina. Nessa ocasião, alguns sugeriram prudência e paciência, entretanto, o Padre Alfredo José Kelly defendeu que não os religiosos não deveriam se calar e que continuaria com seu compromisso com os que estavam sofrendo.
Antes do massacre circulavam acusações que vinculavam os palotinos a grupos guerrilheiros.
Os assassinos escreveram as seguintes frases na casa paroquial:
- "Por los camaradas dinamitados en Seguridad Federal. Venceremos. Viva la patria";
- "Estos zurdos murieron por ser adoctrinadores de mentes vírgenes y son MSTM".

A primeira frase se referia ao atentado que os Montoneros realizaram contra a Superintendência de Segurança da Polícia Federal, no dia 2 de julho, no qual morreram 23 pessoas. A segunda frase acusava os mortos de pertencerem ao Movimento de Sacerdotes para o Terceiro Mundo.
Sobre o corpo de Barbeito Doval, os assassinos deixaram uma charge de Quino, na qual Mafalda questionava se a polícia servia para combater ideologias.
No dia seguinte, o exército acusou "subversivos" pelo atentado.

## Investigações
Durante a ditadura houve uma investigação que se encerrou sem apontar os culpados.
Em 1984, com a volta da democracia, foi aberta uma nova investigação, que também não obteve êxito.
Em 1989, o jornalista Eduardo Kimel, publicou um livro no qual apresentou suas investigações sobre o evento.
Em junho de 2005, Jorge Mário Bergoglio, na época arcebispo de Buenos Aires, autorizou a abertura da causa de beatificação dos religiosos assassinados.
Em 2008, foi lançado um documentário sobre o evento dirigido por Juan Pablo Young e Pablo Zubizarreta, com duração de 98 min.
Em 2013, foi aberta uma nova investigação sobre o caso, tendo em vista que seria um crime de lesa-humanidade, portanto imprescritível  .

## Ligações Externas
- 41º ANIVERSARIO DEL ASESINATO DE LOS PADRES PALOTINOS EN SAN PATRICIO